# Розанов, Николай Сергеевич
Николай Сергеевич Розанов (19 октября 1870 — ?) — врач, депутат Государственной думы III созыва от Саратовской губернии.

## Биография
Сын священника; потомственный почётный гражданин. В 1890 году выпускник Саратовской духовной семинарии. В 1894 окончил со степенью кандидата богословия Казанскую духовную академию, а 1899 году — медицинский факультет Московского университета со степенью лекаря с отличием. После окончания Московского университета один год работал в терапевтической клинике, затем около полугода служил земским врачом и три года общественным врачом в Дубовке Саратовской губернии. С 1903 года (по другим сведениям 1904) вольнопрактикующий врач в Царицыне. В Царицыне три года возглавлял городское общество врачей, активно участвовал в работе разных просветительных и благотворительных обществ.
В 1905 году один из организаторов газеты прогрессивного направления «Царицынская жизнь». 7 (20) января 1906 года арестован и посажен в царицынскую тюрьму за организацию революционного митинга. Освобождён из тюрьмы в июне 1906 года под залог. Дело Розанова трижды разбирали в Саратовской судебной палате (по ст. 126 и ст. 129) и в итоге в мае 1907 года его оправдали.
Служил земским и городским врачом. Годовой доход 4000 рублей. Женат.
16 октября 1907 года избран в Государственную думу III созыва от 2-го съезда городских избирателей города Саратова. В течение 1-й сессии состоял в Трудовой группе, но весной 1909 года из неё вышел и оставался беспартийным до конца работы Думы. Член комиссий: бюджетной, по исполнению государственной росписи доходов и расходов, по народному образованию, по рыболовству. Докладчик Комиссии по исполнению государственной росписи доходов и расходов.
Масон, в 1907 году был членом петербургской ложи «Полярная звезда».
В 1911 году — Доктор, кандидат в Царицынскую Городскую Думу. В 1914 году недвижимое имущество в Царицыне оценивалось в 7216 рублей.
В августе 1919 года городской голова Царицына.
Предположение А. Н. Крылова-Толстиковича о том, что врач, служивший в больнице им. Ф. М. Достоевского в Москве в 1924—1926 годах и бывший депутат III Государственной Думы — одно лицо, основанное на совпадении фамилии, имени и отчества, требует дополнительных независимых подтверждений.
Дальнейшая судьба неизвестна.

## Адреса
- ? 1926 — Москва, Машкова ул., дом 17, кв. 8[5].

## Архивы
- Российский государственный исторический архив. Фонд 1278. Опись 9. Дело 675.